# Signes de l'Heure
Les signes de l'Heure (علامات الساعة) ou signes annonciateurs du Jour du Jugement (en arabe : أشراط الساعة) sont, dans la religion islamique, un ensemble de phénomènes et événements indiquant que les fins des temps approchent. Cette notions incluent des éléments messianiques mais aussi des éléments liés à la résurrection et au jugement.

## Dans le Coran
La dimension messianique présente dans les signes de l'Heure ne viennent pas du Coran dans lequel cette dimension est absente. Le terme "messie", attribué à Jésus, est expurgé de cette dimension et n'acquiert qu'un sens prophétique, excepté dans le passage de l'annonce de sa seconde venue (S.43,v.61). A l'inverse, se trouvent, dans le Coran, plusieurs figures liées à ces temps comme Gog et Magog ou la bête sortant de la mer. Si les Hadiths donnent des signes de la fin des temps, le Coran insiste, à l'inverse, sur la résurrection et le Jugement. Néanmoins, la notion de fin des temps est pleinement présente dans la pensée coranique selon laquelle le monde avance vers une fin, seul Dieu étant éternel. Ce terme est, à la fois, individuel (pour chaque individus), collectif (pour des peuples) et universel. 
Le Coran divisent les signes en fonction de leur temporalité. Certains "signes anciens", comme la destruction de certains peuples se sont déjà produits avant la naissance de l'islam, tandis que d'autres seront proches de la fin des temps. Pour le Coran, l'Heure est, à la fois, un événement à venir et un évènement déjà présent. Seul Allah connait l'heure exacte de la fin des temps. Certains de ces signes sont cosmiques, d'autres sont moraux. La notion de signe est déjà présente dans les apocalypses syriaques dont certaines ont influencé le Coran.
Plusieurs signes sont ainsi évoqués : la lune se fissure (S.54, v.1), un séisme immense a lieu (S.22, v.1-2), une trompette sonnera, les montagnes seront emportées (S.69, v.13-16). Un certain nombre de ces signes sont évoqués dans la sourate 81 : « Lorsque le soleil sera ployé, que les étoiles tomberont, que les montagnes seront mises en mouvement, que les femelles de chameaux seront abandonnées, que les bêtes sauvages seront réunies en troupes, que les mers bouillonneront, que les âmes seront accouplées, lorsqu’on demandera à la fille enterrée vivante, pour quel crime on l’a fait mourir, lorsque la feuille du Livre sera déroulée, lorsque les cieux seront mis de côté, lorsque les brasiers de l’enfer bruleront avec bruit, lorsque le paradis s’approchera, toute âme reconnaîtra alors l’œuvre qu’elle avait faite. »,. Cette sourate est pour M. Cuypers une relecture du Testament de Moïse, tandis que G. Dye reconnait des similitudes entre les deux textes, sans relier ce début de sourate à cette seule source.

## Dans les traditions prophétiques
Les traditions attribuées à Mahomet développent fortement la liste de ces signes, en particulier en multipliant les signes moraux, comme celui du remplacement de la Vérité par le mensonge ou la multiplication de pratiques interdites par l'islam (sodomie, adultère, consommation d'alcool...). Ces traditions ajoutent aussi des éléments à propos de la venue de faux prophètes. D'autres signes sont des conflits spécifiques entre les hommes. Ce dernier point est particulièrement développé dans le chiisme. Ces différents signes ont fait l'objets de discussions entre les penseurs musulmans qui les ont commentés de manières diverses. Certaines de ses traditions évoquent celles déjà présentes dans des textes iraniens préislamiques. 